# Theodor Fontane

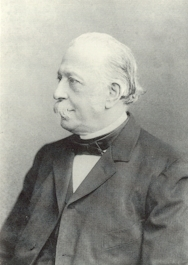
Theodor Fontane

Theodor Fontane (Neuruppin, 30 december 1819 – Berlijn, 20 september 1898) was een Duits schrijver van balladen, romans en recensies, op de overgang van het realisme naar het naturalisme.

## Leven
Fontanes ouders waren hugenoten, wier voorouders van beide kanten vanuit Zuid-Frankrijk waren overgekomen naar Berlijn. In Neuruppin werd door vader Louis Henri Fontane een apotheek geopend. Daar en eveneens in Swinemünde, bracht Fontane zijn jeugd door. Hij beëindigde de school vroegtijdig om in Leipzig en later Berlijn als apothekersleerling te werken. In Berlijn kwam hij in 1842 met Georg Herwegh in contact; zijn eerste gedichten waren geïnspireerd door de Vormärz. Zijn eerste successen kwamen echter als lid van het collectief Tunnel über der Spree: de Preußenlieder waren ballades over verdienstelijke figuren. In 1850 huwde hij en maakte een aantal reizen naar Engeland. Zijn vroege gedichten waren in de stijl van Moritz von Strachwitz en Fontane was in die tijd een enthousiast radicaal-democraat, die achter de liberale revolutie in 1848 stond. Hij verhuisde in 1855 voor vier jaar naar Engeland, waar hij als vrije journalist werkte en over onder meer de Krimoorlog berichtte.
Na zijn terugkeer wierf de Pruisische staat hem als journalist; hij werd in 1860 redacteur bij de Kreuzzeitung, een conservatieve krant. Hij werd populair met een reeks verhalen over de streek, die in episoden gepubliceerd werden: de Wanderungen durch die Mark Brandenburg, waarbij hij historische anekdotes over de regio in groot detail beschreef. De Wanderungen bleven van 1862 tot 1882 bestaan. Toen lag Pruisen tijdens een korte tijdsspanne driemaal in oorlog: in 1864 met Denemarken, in 1866 met Oostenrijk en in 1870-'71 met Frankrijk. Tijdens deze drie oorlogen was Fontane oorlogscorrespondent; in 1871 was hij in de buurt van Domrémy, de geboorteplaats van Jeanne d'Arc en besloot het te bezoeken, ofschoon het achter de Franse frontlinie lag. De Fransen verdachten hem hierom van oorlogsspionage en hij werd krijgsgevangen en ter dood veroordeeld. In extremis werd hij gered door tussenkomst van Bismarck.
Hij werd in 1870 redacteur van de liberale Vossische Zeitung en vulde de daaropvolgende twee decennia drie banden met theaterrecensies. In Engeland was hij in contact gekomen met het werk van William Makepeace Thackeray, waarvoor hij een buitengewone bewondering had. Hij realiseerde zich dat Pruisen in feite nog geen boekcultuur van grote maatschappelijke romans bezat en begon ze dus zelf te schrijven. In totaal schreef hij op late leeftijd nog 16 romans; enerzijds misdaadverhalen, anderzijds burgerlijke familiegeschiedenissen waarvoor hij naar stof uit de Wanderungen teruggreep. Zijn romans luidden het naturalisme in; in zijn theaterrecensies gaf hij zijn goedkeuring aan de nieuwe generatie dramatici, zoals Gerhart Hauptmann en raakte daarbij relatief geïsoleerd onder zijn eigen generatie. Ook schreef hij nog late gedichten. Door Engelse ballades te vertalen, verrijkte hij zijn eigen idioom. 'Die Brück' am Tay' (over de ramp met de Tay Bridge) en 'Archibald Douglas' zijn beroemde gedichten, alsmede 'Der Herr von Ribbeck auf Ribbeck im Havelland', dat later in de DDR verboden werd, wegens zijn vermeend paternalistische karakter.
Fontane worstelde met zijn eigen geweten ten aanzien van enerzijds de democratische hervormingen die hij op vroegere reizen in Engeland had gezien en zijn sympathie voor de liberalen van het Frankfurter Parlement en anderzijds zijn verlangen naar stabiliteit en een moreel en rechtvaardig burgerdom; zijn schommelen tussen conservatisme en liberalisme getuigt hiervan. Zijn beroemdste romans zijn afspiegelingen van zijn eigen visie op de burgerlijke samenleving. Irrungen, Wirrungen beschrijft een kleinburgerlijk, eenvoudig milieu, het beroemde Effi Briest legt de geborneerde kleingeestigheid van dergelijke milieus bloot. De figuur van Effi, die ten onder gaat door de koppige, halsstarrige houding van haar omgeving, schijnt een sterke autobiografische invulling van Fontane zelf te hebben gekregen. Fontane heeft een plaats als een der grootste Duitse romanciers verworven, door, naar Engels model, de eerste maatschappelijke romans te schrijven, die daarenboven van een grote kwaliteit zijn en tot de klassiekers in de wereldliteratuur zijn gaan behoren.

## Filmografie
- 1938 Der Schritt vom Wege; naar: Effi Briest; regie: Gustaf Gründgens; hoofdpersoon: Marianne Hoppe
- 1944 Ich glaube an Dich!; naar: Mathilde Möhring; regie: Rolf Hansen; hoofdpersoon: Heidemarie Hatheyer
- 1945 Das alte Lied; naar: Irrungen, Wirrungen; regie: Fritz Peter; hoofdpersoon: Winnie Markus
- 1945 Der stumme Gast; naar: Unterm Birnbaum; regie: Harald Braun; hoofdpersoon: René Deltgen
- 1951 Corinna Schmidt; naar: Frau Jenny Treibel; regie: Artur Pohl; hoofdpersoon: Trude Hesterberg
- 1955 Rosen im Herbst; naar: Effi Briest; regie: Rudolf Jugert; hoofdpersoon: Ruth Leuwerik
- 1963 Irrungen, Wirrungen; regie: Robert Trösch & Annemarie Siemanek-Ripperger; hoofdpersoon: Jutta Hoffmann
- 1963 Unterm Birnbaum; regie: Herbert Reinecker; hoofdpersoon: Heinz Reincke
- 1964 Mathilde Möhring; regie: Herbert Trösch; hoofdpersoon: Annegret Golding
- 1964 Unterm Birnbaum; regie: Mark Lawton; hoofdpersoon: Paul Esser
- 1966 Irrungen, Wirrungen; regie: Rudolf Noelte; hoofdpersoon: Cordula Trantow
- 1966 Die Geschichte des Rittmeisters Schach von Wuthenow; regie: Hans Dieter Schwarze; hoofdpersoon: Karl-Michael Vogler
- 1967 Mathilde Möhring; regie: Claus Peter Witt; hoofdpersoon: Cornelia Froboess
- 1967 Stine; regie: Wilm ten Haaf; hoofdpersoon: Ilse Ritter
- 1968 Effi Briest; regie: Wolfgang Luderer; hoofdpersoon: Angelika Domröse
- 1968 Unwiederbringlich; regie: Falk Harnack; hoofdpersoon: Lothar Blumhagen
- 1970 Frau Jenny Treibel; regie: Herbert Ballmann; hoofdpersoon: Gisela Uhlen
- 1973 Unterm Birnbaum; regie: Ralf Kirsten; hoofdpersoon: Angelika Domröse
- 1974 Fontane Effi Briest; regie: Rainer Werner Fassbinder; hoofdpersoon: Hanna Schygulla
- 1975 Frau Jenny Treibel; regie: Hartwig Albiro; hoofdpersoon: Gisela May
- 1975 Der Stechlin; 3 delen; regie: Wolf Hädrich; hoofdpersoon: Arno Assmann
- 1976 Grete Minde; regie: Heidi Genée; hoofdpersoon: Katerina Jacob
- 1977 Cécile; regie: Dagmar Damek; hoofdpersoon: Doris Kunstmann
- 1977 Schach von Wuthenow; regie: Richard Engel; hoofdpersoon: Michael Gwisdek
- 1978 Stine; regie: Thomas Langhoff; hoofdpersoon: Simone Frost
- 1979 Gefangen in Frankreich. Theodor Fontane im Krieg 1870/71; regie: Theo Mezger; hoofdpersoon: Hano Caninenberg
- 1982 Frau Jenny Treibel; regie: Franz Josef Wild; hoofdpersoon: Maria Schell
- 1982 Melanie van der Straaten; naar: L'Adultera; regie: Thomas Langhoff; hoofdpersoon: Laurence Calame
- 1982 Mathilde Möhring; naar: Mathilde Möhring; regie: Karin Hercher; hoofdpersoon: Renate Krößner
- 1984 Die Poggenpuhls; regie: Karin Hercher;  hoofdpersoon: Christine Gloger
- 1984 Vor dem Sturm; 6 delen; regie: Franz-Peter Wirth; hoofdpersoon: Rolf Becker
- 1985 Franziska;  regie: Christa Mühl; hoofdpersoon: Heidemarie Wenzel
- 1986 Wanderungen durch die Mark Brandenburg; 5 delen; regie: Eberhard Itzenplitz; hoofdpersoon: Klaus Schwarzkopf, verteller
- 1990 Spiel mit dem Feuer; naar: L'Adultera; regie: Dagmar Damek; hoofdpersoon: Hans-Peter Hallwachs
- 2019 Unterm Birnbaum; naar Unterm Birnbaum; regie: Uli Edel; hoofdpersoon: Fritz Karl

Documentaire
- 1957 Märkische Novelle; door: Max Jaap
- 1971 Wanderungen durch die Mark; door: Karlheinz Mund
- 1982 Fontane, Theodor - Potsdamer Str. 134c; door: Donat Schober
- 1998 Flaneur Fontane - Spaziergänge in Berlin; door: Donat Schober